# Volksraad (Syrië)
De Volksraad (Arabisch: Majlis al-Sha'ab) is het parlement van Syrië. Het bestaat uit 250 leden die voor vier jaar worden gekozen in 15 kiesdistricten. De verkiezingen van 2012 resulteerde in een nieuw parlement dat voor het eerst in vier decennia is gebaseerd op een meerpartijenstelsel. Iedere kieskring in Syrië vaardigt vier gekozenen af naar de Volksraad. De Volksraad bezit wetgevende macht en kiest de president van de republiek voor een termijn van zeven jaar.
Er zijn twee belangrijke politieke fronten; het Nationaal Progressief Front en het Volksfront voor Verandering en Bevrijding.

## Zetelverdeling
Zetelverdeling na de parlementsverkiezingen van 2012:
| Partij                                    | Zetels | Zetels |
| ----------------------------------------- | ------ | ------ |
| Arabische Socialistische Ba'ath-partij    | 134    |        |
| Socialistische Vakbondsleden              | 18     |        |
| Syrische Communistische Partij (Bakdash)  | 8      |        |
| Syrische Communistische Partij (Verenigd) | 3      |        |
| Nationale Eed Beweging                    | 3      |        |
| Arabische Socialistische Unie             | 2      |        |
| Nationaal Progressief Front               |        | 168    |
| Syrische Socialistische Nationale Partij  | 4      |        |
| Volkswil Partij                           | 1      |        |
| Volksfront voor Verandering en Bevrijding |        | 5      |
| Partijloze                                |        | 77     |
| Totaal (opkomst: 51,26%)                  |        | 250    |